# 手ごわい奴
『手強いやつ』（Landing Stripling、1962年4月1日)はトムとジェリーの作品の一つ。

## 作品内容
ある日トムとジェリーは日向ぼっこをしていたが、トムが仰向けになるとトムの腹部を着陸場と勘違いした黄色の鳥がトムに着陸する。鳥はトムに丁寧に謝るが、トムはご機嫌斜め。
黄色の鳥を捕まえ、ボコボコ叩いているとその音に気づいたジェリーが、尻尾に紐をくくりつけ、電柱にもくくりつける。そしてトムを熱湯に入れる。
それから始まった、いつものドタバタが数回あった後、煙を焚いて草を刈り・誘導灯を並べる方法でトムはお手製の着陸場を作り、黄色の鳥をトムの口の中へ運ぼうとする。だが本物の飛行機（ジャンボジェット）が来たため空中へ飛ばされてしまう。最後は力尽きて地上へ落下後、黄色の鳥に「エアメール」と書かれたシールを貼られ、ジェリーは黄色の鳥と一緒に敬礼。疲労困憊のトムもそれに続いて敬礼をするのであった。

## 登場キャラクター
トム
自身の腹に着陸した黄色の鳥を食べようと企むも逆に反撃され、いつもどおり失敗。やがて滑走路を手作りして黄色の鳥をおびき寄せ食べようとするが、本物の飛行機が近づき自身が飛ばされてしまう。最後はジャンボジェットの機首に（口でくわえる形で）しがみついたまま空を飛んだのち、力尽きて木の枝に落下した。
ジェリー
トムが黄色の鳥を叩いたり大砲で撃とうとしているのに気づき、（大型罠で釜茹でにする・大型扇風機で風を送る・大砲の弾に穴をあけてトムの尻尾を結び付け、弾と一緒に飛ばすなどして）いつもどおりトムを負かすのであった。
黄色の鳥
トムに着陸してしまいボコボコ叩かれていたが、最後はジェリーと一致団結してトムを負かした。